# Seitenbandruptur des Daumens

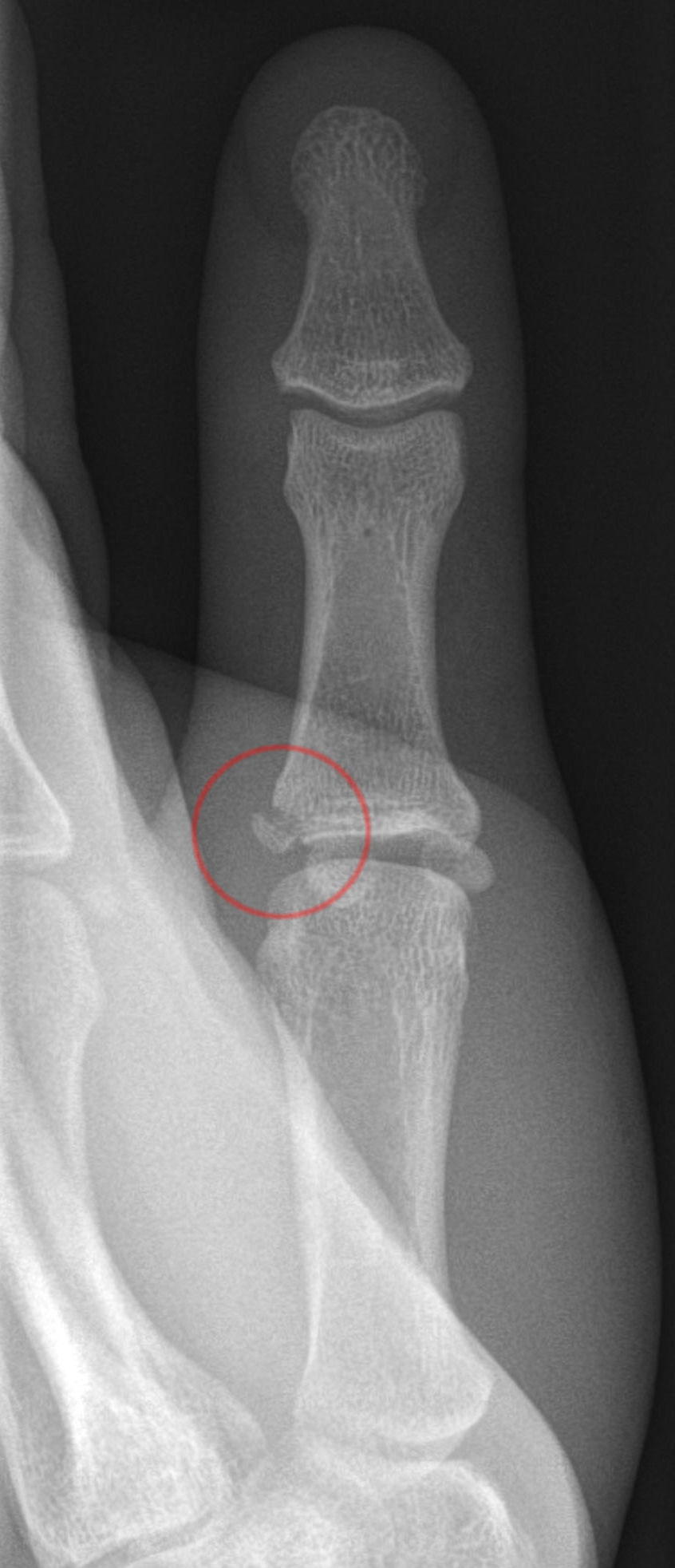
Typischer Skidaumen im Röntgenbild mit knöchernem Bandausriss

Die Seitenbandruptur des Daumens, im Volksmund auch Skidaumen genannt, ist eine häufige Bandverletzung des Daumens.
Durch eine Gewalteinwirkung knickt der Daumen im Grundgelenk nach außen (radial) weg und das innenseitige (ulnare) Seitenband zerreißt. Auslöser ist oft ein Sturz auf die Hand mit abgespreiztem überstrecktem Daumen, sehr häufig beim Skifahren (daher der umgangssprachliche Name). Das Seitenband reißt meist distal nahe am Ansatz an der Grundgliedbasis ab, und gelegentlich kann das gerissene Band unter der Aponeurose des M. adductor pollicis nach proximal hervortreten, was dann als Stener-Läsion bezeichnet wird und nicht reponierbar ist. Manchmal kommt es auch zum knöchernen Bandausriss, wobei dann im Röntgenbild an der ulnaren Grundgliedbasis ein kleines Knochenfragment sichtbar ist.

## Funktion
Das ulnare Seitenband sichert einen festen Griff des Daumens, und bei Riss des Bandes kommt es zu einer schmerzhaften Instabilität des Daumens und Schwierigkeiten, schwerere Gegenstände sicher zwischen Daumen und Langfingern zu halten. Später entstehen eine Bewegungseinschränkung sowohl im Grund- als auch im Endgelenk, die auch bei operativer Rekonstruktion nicht immer vermeidbar ist, und bei chronischer Instabilität fast immer eine vorzeitige Arthrose des Daumen-Grundgelenkes.

## Symptome
Nach einer Seitenbandruptur zeigen sich typischerweise eine schmerzhafte Schwellung, oft mit Bluterguss. Dies ist jedoch unspezifisch und tritt ebenso bei einer Distorsion oder einer Fraktur auf. Daher muss ein Knochenbruch insbesondere des Köpfchens des ersten Mittelhandknochens sowie von knöchernen Bandausrissen mittels Röntgenbild ausgeschlossen werden.
Typisch sind jedoch ein deutlicher Druckschmerz über dem ulnaren Seitenband und eine klinische Instabilität. Dazu wird ein Valgusstress, also eine Abknickung nach radial, am Daumengrundgelenk im Seitenvergleich durchgeführt. Beträgt die Aufklappbarkeit mehr als 30° mehr als an der unverletzten Seite, ist dies klinisch beweisend für einen Seitenbandriss. Die Prüfung erfolgt in 30°-Beugung im Daumengrundgelenk, um das akzessorische Seitenband zu entspannen, das in Streckstellung angespannt ist und eine Instabilität verschleiert. Eine Instabilität selbst in Streckstellung bedeutet, dass auch das akzessorische Seitenband und die palmare Platte gerissen sind. Bei zu starken Schmerzen erfolgt der Stabilitätstest unter Lokalanästhesie. Eine Instabilität kann auch radiologisch mit gehaltenen Aufnahmen nachgewiesen werden, wobei aber wiederholt falsch-negative Ergebnisse auftreten, wenn der Daumen im Augenblick der Aufnahme nicht ausreichend valgisiert wird. Einige Autoren raten von gehaltenen Aufnahmen ab.
Der Nachweis einer Stener-Läsion kann per Ultraschall mit einem 10-MHz-Schallkopf erfolgen, dazu bedarf es jedoch einer besonderen Expertise.

## Therapie

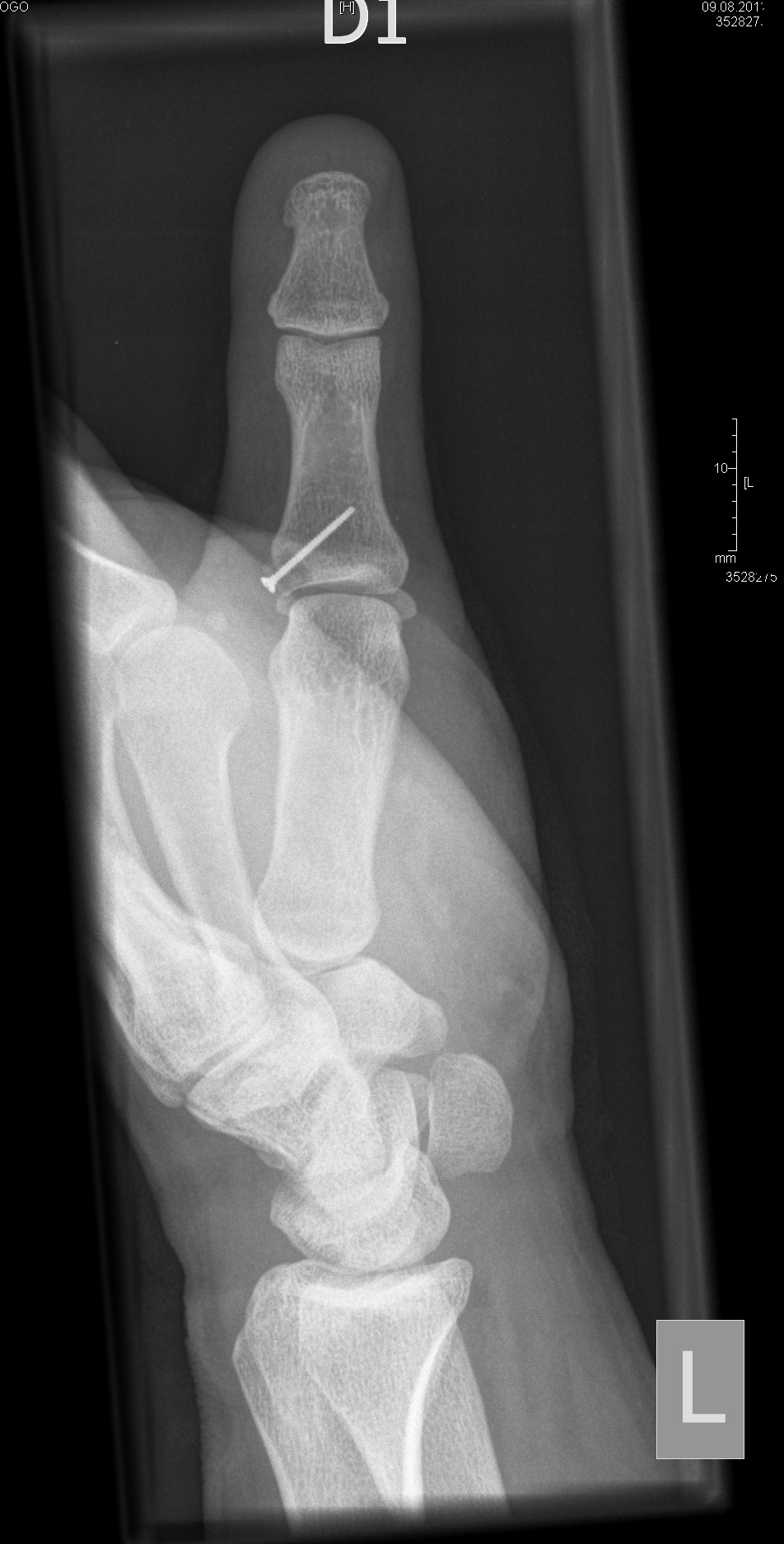
Röntgenaufnahme eines knöchernen Bandausrisses am linken Daumen. Der Bruch wurde mittels Minifragment-Schraube fixiert.

Die Therapie besteht zunächst in einer Ruhigstellung, eventuell mit Gipsschiene, und Schmerztherapie sowie Kühlung und Hochhalten der Hand. Eine Operation gilt bei klinisch nachgewiesener Instabilität aufgrund der Folgeprobleme bei chronischer Instabilität als notwendig. Da abgerissene Fasern eine deutliche Tendenz haben, sich zurückzuziehen und sich narbig zu verkürzen, sollte eine eventuelle Operation idealerweise in den ersten zwei Wochen nach dem Unfall erfolgen.
Der Eingriff erfolgt in der Regel in Plexus- oder intravenöser Regionalanästhesie. Bei einer eher seltenen interligamentären Ruptur erfolgt eine U-Naht, während ein knöcherner Bandausriss oder ein ansatznaher Riss oftmals mit Mini-Knochenankern, kleinen Schrauben oder einem K-Draht fixiert werden. Am häufigsten ist das Band palmarseitig am Ansatz an der Grundgliedbasis abgerissen. Bei dem Eingriff wird auch das Grundgelenk eröffnet und auf Begleitverletzungen inspiziert sowie die palmare Platte auf einen eventuellen Einriss aufgrund der Hyperextension kontrolliert. Eine Stener-Läsion zeigt sich bei der Präparation bereits auf Subkutanniveau und bedingt lediglich einen anderen weiteren Zugang, um den umgeschlagenen Bandanteil freilegen zu können, während die Bandnaht wie beschrieben erfolgen kann.
Nach der Operation erfolgt in der Regel eine bis zu zweiwöchige Ruhigstellung in einer radiopalmaren Gipsschiene, um nach Heilung der Hautnaht auf eine Orthese zu wechseln, die das Daumengrundgelenk sichert. Meist erfolgt eine solche Schienen-Stabilisierung bis zum Ende der sechsten Woche nach der Operation, bevor dann eine schrittweise Steigerung der Belastung erfolgen kann. Jedoch wird oftmals empfohlen, starke sportliche Belastungen weitere drei Monate zu meiden.
Liegt bereits eine schmerzhafte chronische Instabilität vor, wird oftmals eine Bandplastik mittels Sehnentransplantat empfohlen, wozu sich vor allem die Sehne des Musculus palmaris longus oder in der Technik nach Eaton-Littler ein Streifen aus der Sehne des Musculus flexor carpi radialis anbieten, oder es wird ein Periostlappen umgeschlagen und an Stelle des gerissenen Bandes fixiert. Sollte allerdings bereits eine Arthrose des Grundgelenks vorliegen, erfolgt eine Gelenkversteifung (Arthrodese).